# Distrito de Nantes
Distrito de Nantes es un distrito (en francés arrondissement) de Francia, que se localiza en el departamento de Loira Atlántico (en francés Loire-Atlantique), de la región de los Países del Loira. Cuenta con 29 cantones y 76 comunas.

## División territorial

### Cantones
Los cantones del distrito de Nantes son:
1. Cantón de Aigrefeuille-sur-Maine
2. Cantón de Bouaye
3. Cantón de Carquefou
4. Cantón de La Chapelle-sur-Erdre
5. Cantón de Clisson
6. Cantón de Legé
7. Cantón de Le Loroux-Bottereau
8. Cantón de Machecoul
9. Cantón de Nantes-1
10. Cantón de Nantes-2
11. Cantón de Nantes-3
12. Cantón de Nantes-4
13. Cantón de Nantes-5
14. Cantón de Nantes-6
15. Cantón de Nantes-7
16. Cantón de Nantes-8
17. Cantón de Nantes-9
18. Cantón de Nantes-10
19. Cantón de Nantes-11
20. Cantón de Orvault
21. Cantón de Le Pellerin
22. Cantón de Rezé
23. Cantón de Saint-Étienne-de-Montluc
24. Cantón de Saint-Herblain-Est
25. Cantón de Saint-Herblain-Ouest-Indre
26. Cantón de Saint-Philbert-de-Grand-Lieu
27. Cantón de Vallet
28. Cantón de Vertou
29. Cantón de Vertou-Vignoble

### Comunas
| 1. Aigrefeuille-sur-Maine (44002)        | 2. Barbechat (44008)                  | 3. Basse-Goulaine (44009)              | 4. Le Bignon (44014)                 |
| 5. La Boissière-du-Doré (44016)          | 6. Bouaye (44018)                     | 7. Bouguenais (44020)                  | 8. Boussay (44022)                   |
| 9. Brains (44024)                        | 10. Carquefou (44026)                 | 11. La Chapelle-Basse-Mer (44029)      | 12. La Chapelle-Heulin (44032)       |
| 13. La Chapelle-sur-Erdre (44035)        | 14. Cheix-en-Retz (44039)             | 15. La Chevrolière (44041)             | 16. Château-Thébaud (44037)          |
| 17. Clisson (44043)                      | 18. Corcoué-sur-Logne (44156)         | 19. Cordemais (44045)                  | 20. Couëron (44047)                  |
| 21. Geneston (44223)                     | 22. Gorges (44064)                    | 23. Grandchamps-des-Fontaines (44066)  | 24. Gétigné (44063)                  |
| 25. La Haie-Fouassière (44070)           | 26. Haute-Goulaine (44071)            | 27. Indre (44074)                      | 28. Le Landreau (44079)              |
| 29. Legé (44081)                         | 30. La Limouzinière (44083)           | 31. Le Loroux-Bottereau (44084)        | 32. Machecoul (44087)                |
| 33. Maisdon-sur-Sèvre (44088)            | 34. La Marne (44090)                  | 35. Mauves-sur-Loire (44094)           | 36. Monnières (44100)                |
| 37. La Montagne (44101)                  | 38. Montbert (44102)                  | 39. Mouzillon (44108)                  | 40. Nantes (44109)                   |
| 41. Orvault (44114)                      | 42. Le Pallet (44117)                 | 43. Paulx (44119)                      | 44. Le Pellerin (44120)              |
| 45. La Planche (44127)                   | 46. Pont-Saint-Martin (44130)         | 47. Port-Saint-Père (44133)            | 48. La Regrippière (44140)           |
| 49. La Remaudière (44141)                | 50. Remouillé (44142)                 | 51. Rezé (44143)                       | 52. Rouans (44145)                   |
| 53. Saint-Aignan-Grandlieu (44150)       | 54. Saint-Colomban (44155)            | 55. Saint-Fiacre-sur-Maine (44159)     | 56. Saint-Herblain (44162)           |
| 57. Saint-Hilaire-de-Clisson (44165)     | 58. Saint-Jean-de-Boiseau (44166)     | 59. Saint-Julien-de-Concelles (44169)  | 60. Saint-Lumine-de-Clisson (44173)  |
| 61. Saint-Lumine-de-Coutais (44174)      | 62. Saint-Léger-les-Vignes (44171)    | 63. Saint-Mars-de-Coutais (44178)      | 64. Saint-Même-le-Tenu (44181)       |
| 65. Saint-Philbert-de-Grand-Lieu (44188) | 66. Saint-Sébastien-sur-Loire (44190) | 67. Saint-Étienne-de-Mer-Morte (44157) | 68. Saint-Étienne-de-Montluc (44158) |
| 69. Sainte-Luce-sur-Loire (44172)        | 70. Sainte-Pazanne (44186)            | 71. Sautron (44194)                    | 72. Les Sorinières (44198)           |
| 73. Sucé-sur-Erdre (44201)               | 74. Le Temple-de-Bretagne (44203)     | 75. Thouaré-sur-Loire (44204)          | 76. Touvois (44206)                  |
| 77. Treillières (44209)                  | 78. Vallet (44212)                    | 79. Vertou (44215)                     | 80. Vieillevigne (44216)             |
| 81. Vigneux-de-Bretagne (44217)          | 82. Vue (44220)                       |                                        |                                      |